# Runn
Runn är en sjö mellan Falun och Borlänge i Borlänge kommun och Falu kommun i Dalarna och ingår i Dalälvens huvudavrinningsområde. Sjön är 32 meter djup, har en yta på 63,5 kvadratkilometer och befinner sig 107 meter över havet. Sjön avvattnas av vattendraget Lillälven. Vid provfiske har en stor mängd fiskarter fångats, bland annat abborre, braxen, gärs och gädda.
Runn är Dalarnas näst största sjö, efter Siljan och före Amungen.
Bland dess viktigaste tillflöden märks särskilt Faluån samt Svärdsjövattendraget, vilket har sina tillflöden i skogarna mellan Dalarnas län och Gävleborgs län (Hälsingland). Runn rinner via Lillälven ut i Dalälven vid Torsång. Runns sydvästra del heter Ösjön. Den kan ibland betraktas som en egen sjö men har samma vattennivå. Den skiljs från övriga Runn av ett sund som heter Storsund. Även Vikasjön och Liljan kan genom sitt vattenstånd betraktas som delar av Runn, men är något mer avskilda.
Myten säger att sjön har lika många öar som det är dagar på ett år. Även om det inte är sant gör det stora antalet öar cirka 130 i sjön att den är utmärkt att lära sig segla på samt bra för långfärdsskridskoåkning.
I sagan om Gustav Vasas äventyr passerar Gustav Runn. Han färdades över sjön för att undkomma danska knektar. Han följde sedan tillflödena upp och hamnade efter ett tag vid Isala lada strax norr om nuvarande Svärdsjö utanför Falun.
I februari varje år anordnas Runn Winter Week (hette tidigare Runndagarna). Under veckan pågår evenemang längs hela sjön. Ett av de mest populära är Marathon Speed Skating och ses av miljontals TV-tittare i Nederländerna.

## Lista över öar i Runn
Detta är en lista över Runns öar som är namngivna på sjökort och lantmäteriets kartor.
- Bjärmsnäs
- Björnungarna
- Galten
- Granö
- Gäddö (Lilla)
- Gäddö (Stora)
- Flarnö
- Hinsnorsön
- Hästnäsharen
- Hästnäsholmen
- Jungfruholmarna
- Kaninholmen
- Koholmen
- Lerbäcksholmen
- Lilla Björnö
- Lilla Fagerö
- Lilla holmen
- Lilla Melpad
- Lilla Risö
- Lilla Stensö
- Lillön
- Lövö
- Lövöholmarna
- Nästö
- Ormholmen
- Prästö
- Sandköpet
- Stabergs ö
- Sunnanö
- Stora Björnö
- Stora Fagerö
- Stora holmen
- Stora Melpad
- Stora Risö
- Stora Stensö
- Tjuvön
- Tyskö
- Uddnäs ö
- Urmakarholmen
- Åkoxen

### Runns norra öar
I naturreservatet Runns norra öar ligger bland annat:

- Dejstolen
- Hellmansö
- Hjärtklack
- Orrholmen
- Koholmen

### Öar i Ösjön
- Dumptovan
- Hönö
- Killingholmen
- Lindö Dalarnas äldsta naturskyddsområde 1917
- Nordanö ö
- Rostö
- Skallö (Konsumholmen)
- Storö (Blockön, Grottön)
- Tomasö
- Torranö
- Tuppö
- Uggelön

### Öar i Vikasjön
- Vindholmarna

## Delavrinningsområde
Runn ingår i delavrinningsområde (671211-149209) som SMHI kallar för Utloppet av Runn. Medelhöjden är 122 meter över havet och ytan är 142,6 kvadratkilometer. Räknas de 299 avrinningsområdena uppströms in blir den ackumulerade arean 3 061,92 kvadratkilometer. Lillälven som avvattnar avrinningsområdet har biflödesordning 2, vilket innebär att vattnet flödar genom totalt 2 vattendrag innan det når havet efter 199 kilometer. Avrinningsområdet består mestadels av skog (31 procent). Avrinningsområdet har 63,34 kvadratkilometer vattenytor vilket ger det en sjöprocent på 44,4 procent. Bebyggelsen i området täcker en yta av 10,42 kvadratkilometer eller 7 procent av avrinningsområdet.

## Fisk
Vid provfiske har följande fisk fångats i sjön:
- Abborre
- Braxen
- Gärs
- Gädda
- Lake
- Löja
- Mört
- Nors
- Ruda
- Siklöja

## Bilder

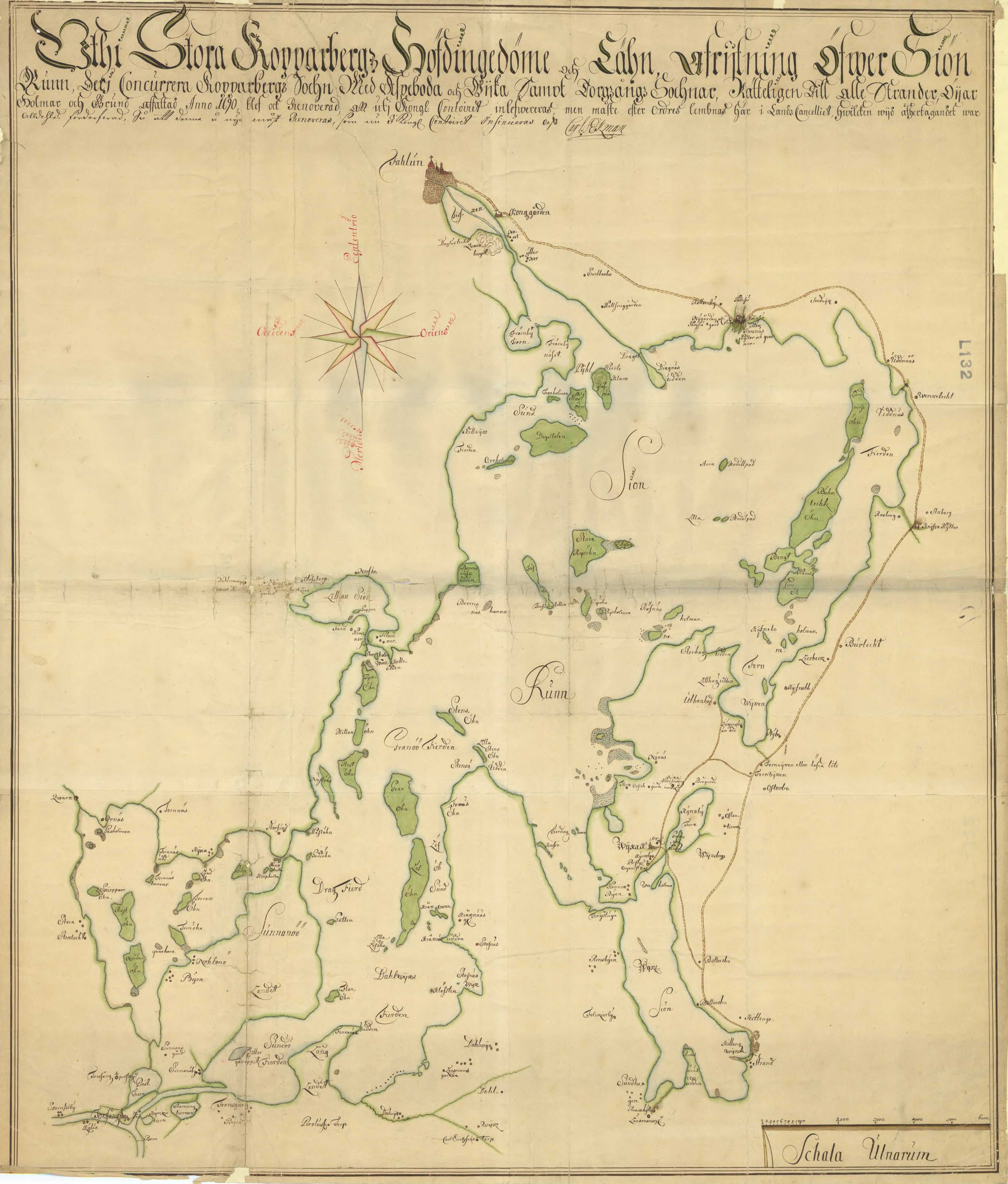
Karta över Runn från 1690.
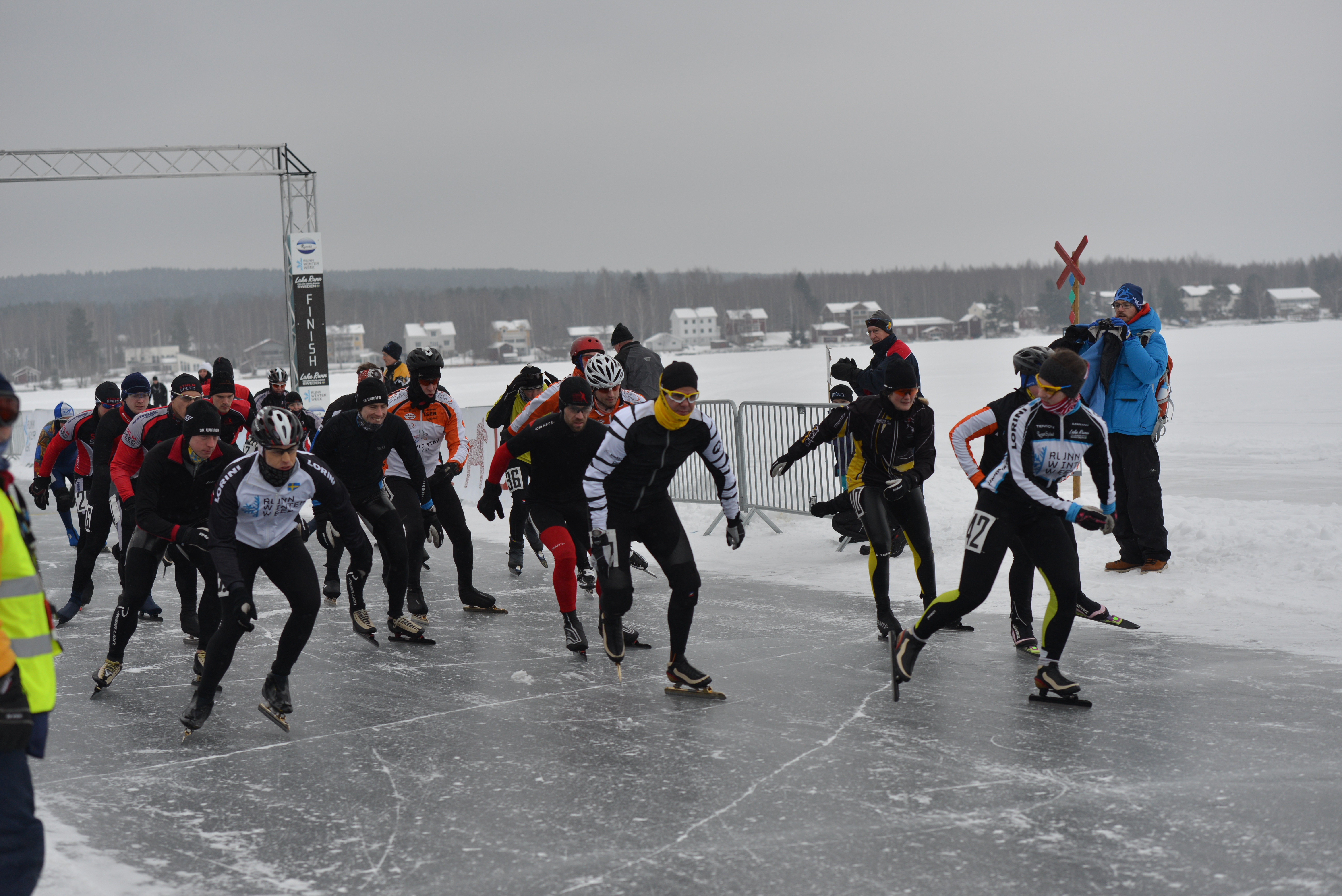
SM i maratonskridskor på Runn Winter Week 2013.
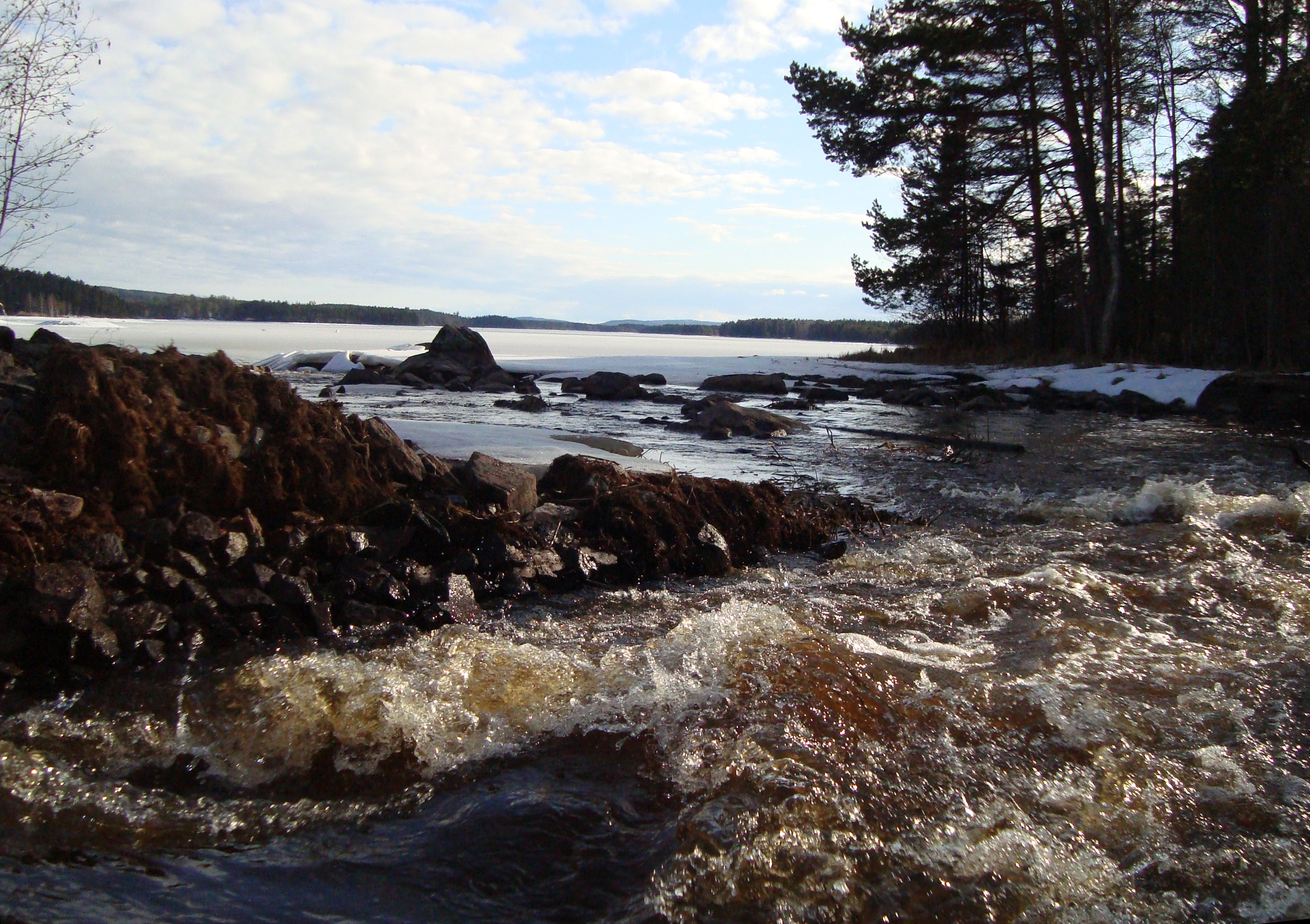
Karlslundstjärnens utlopp i Runn.
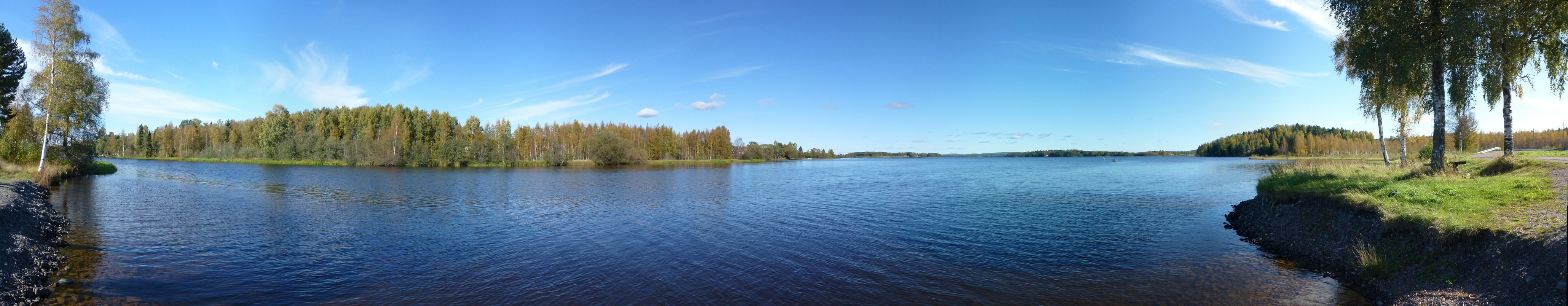
Runn nära Torsång.
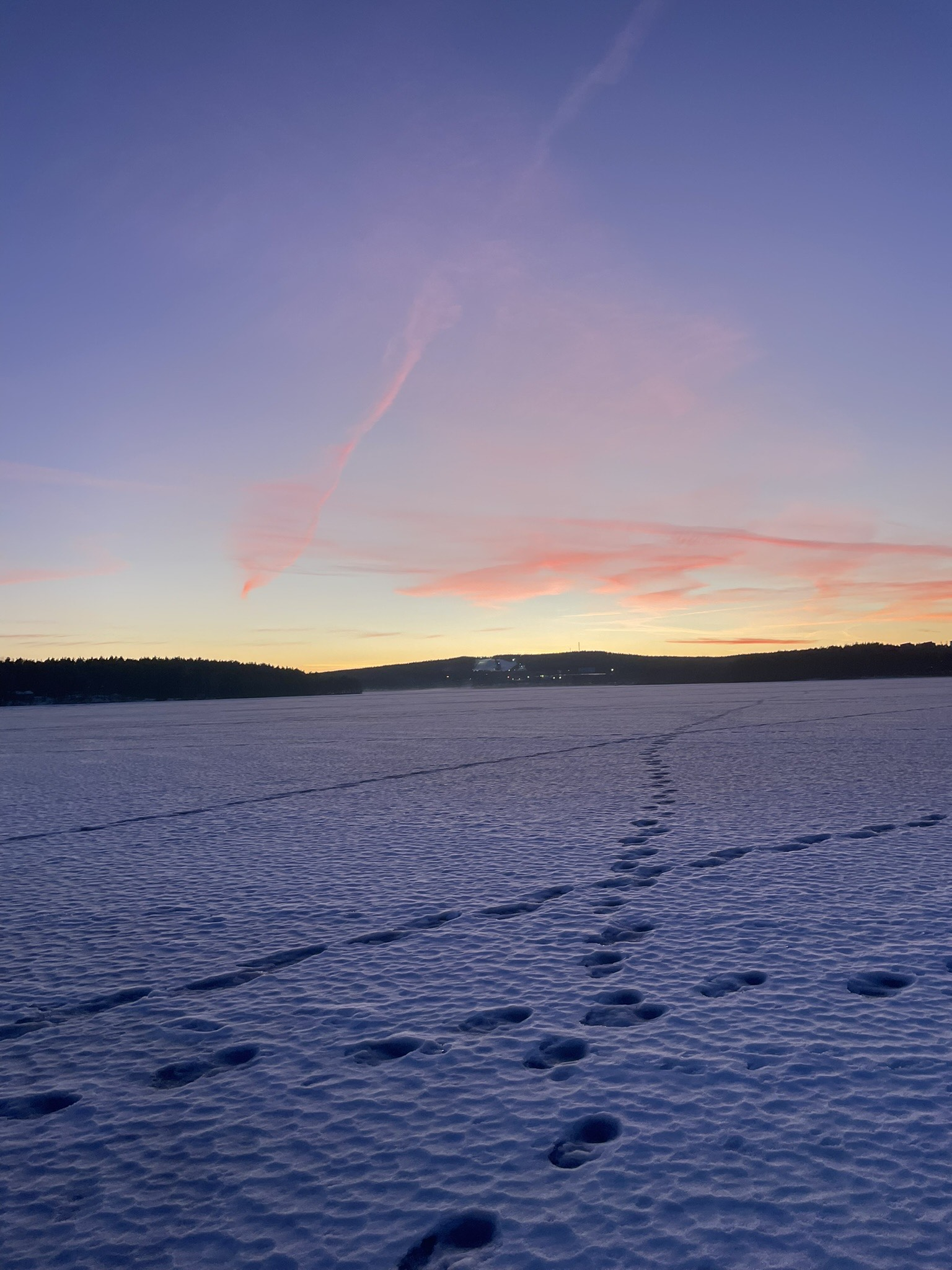
Bild från Runns norra öar (vinterbild)
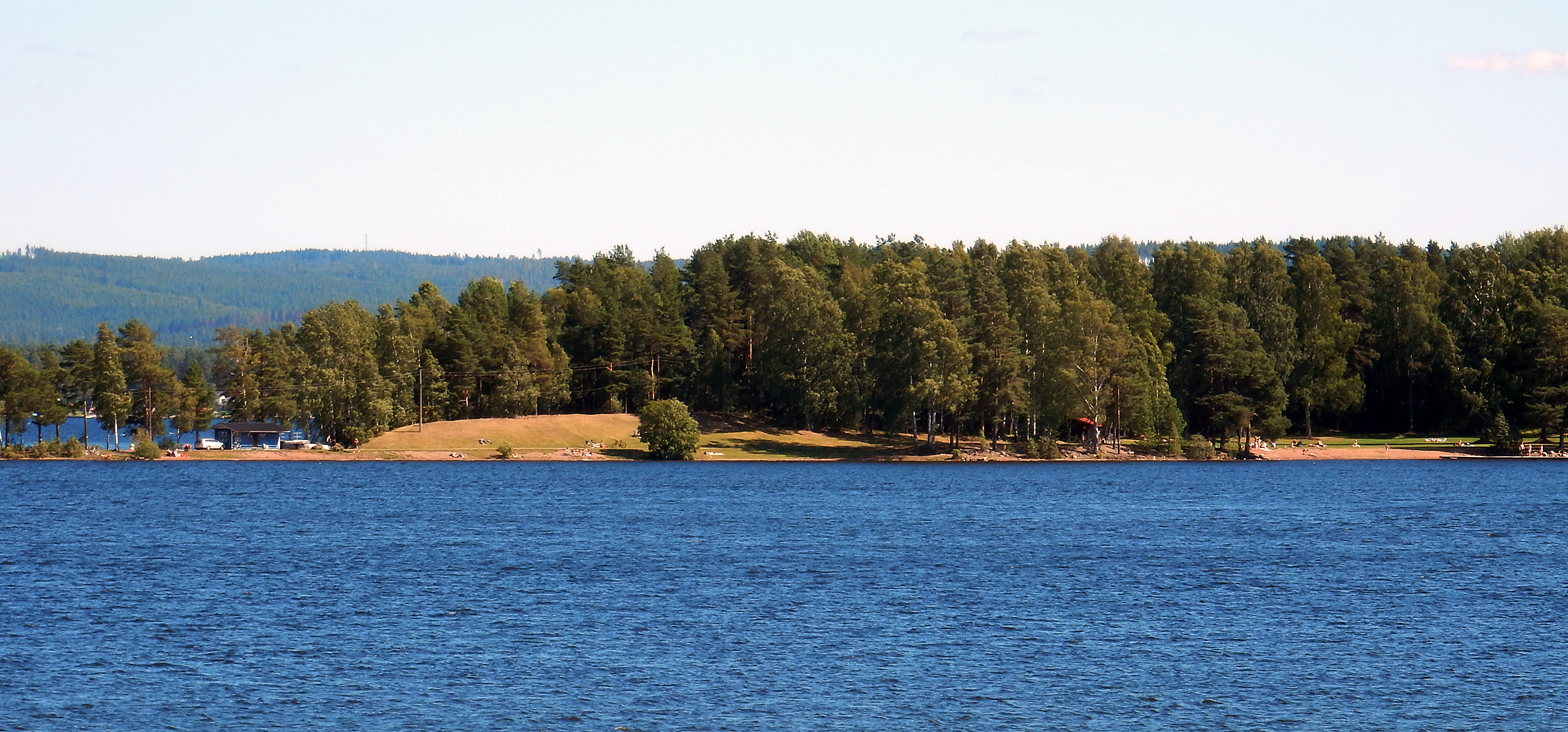
Bild på Roxnäs udde i norra delen av sjön